# Latukka (ö i Södra Savolax)
Latukka är en ö i Finland. Den ligger i sjön Pihlajavesi och i kommunen Nyslott i  landskapet Södra Savolax, i den sydöstra delen av landet, 260 km nordost om huvudstaden Helsingfors. Öns största längd är 5,3 kilometer i sydöst-nordvästlig riktning.